# Manevîci
Manevîci (în ucraineană Маневичі) este așezarea de tip urban de reședință a raionului Manevîci din regiunea Volînia, Ucraina. În afara localității principale, nu cuprinde și alte sate.

## Demografie
Componența lingvistică a așezării de tip urban Manevîci
     Ucraineană (98,28%)
     Rusă (1,41%)
     Alte limbi (0,15%)
Conform recensământului din 2001, majoritatea populației așezării de tip urban Manevîci era vorbitoare de ucraineană (98,28%), existând în minoritate și vorbitori de rusă (1,41%).